# Résolution commune
Aux États-Unis, une résolution commune ou résolution conjointe (en anglais : joint resolution) est une mesure législative qui exige l'approbation du Sénat et de la Chambre des représentants et est présentée au Président pour son approbation ou désapprobation, à la manière d'un projet de loi.
En général, il n'y a pas de différence juridique entre une résolution commune et un projet de loi. Les deux doivent être adoptés, exactement de la même forme, par les deux chambres du Congrès, puis doivent — à une exception près — être présentés au président et signés par lui (ou être retravaillés à la suite d'un veto présidentiel ou repassés si elles ne sont pas signée dans les dix jours alors que le Congrès est en session) pour devenir une loi. Les lois promulguées en vertu d'une résolution commune ne se distinguent des lois promulguées par un projet de loi.
Les amendements constitutionnels sont passés par les résolutions communes, qui ne sont cependant pas présentées au président. Au lieu de cela, ils sont envoyés aux différents États pour ratification conformément à l'article V de la Constitution des États-Unis.
Bien qu'à la fois un projet de loi ou une résolution commune peut être utilisé pour créer une loi, ils sont utilisés différemment dans l'usage courant. Les projets de loi sont généralement utilisés pour ajouter, abroger ou modifier les lois codifiées dans le Code des États-Unis et les douze lois de crédits annuelles. Les résolutions  communes sont elles généralement utilisés pour, entre autres choses, ce qui suit :
- Pour autoriser de petits crédits ;
- Pour les résolutions continues (en) qui s'étendent niveaux de crédits adoptés dans un exercice antérieur, lorsque l'un ou plusieurs des douze lois de crédits annuelles ont été temporairement retardées de devenir une loi à temps ;
- Pour créer des commissions temporaires ou d'autres organes ad hoc (par exemple la Commission nationale sur les attaques terroristes contre les États-Unis) ;
- Pour créer des exceptions temporaires au droit existant, comme les résolutions communes présentées un autre jour que le 6 janvier pour organiser le décompte des voix électorales ou pour un remède de Saxbe réduisant le salaire d'un membre du Congrès peut permettre à celui-ci d'éviter la clause d'inéligibilité (en) ;
- Pour déclarer la guerre ;
- Pour prendre possession permanente d'autres territoires/pays, plus facilement que par la méthode formelle et un peu plus lente du traité d'annexion (par exemple annexion du Texas et de Hawaï).